# Piazza Corvetto
La Piazza Corvetto est l'une des places les plus grandes et les plus élégantes de Gênes. Nommée d'après Louis-Emmanuel Corvetto, homme politique génois de l'époque napoléonienne, elle fait partie du quartier de Portoria et occupe une position centrale. Elle se trouve à quelques centaines de mètres de la très centrale Piazza De Ferrari.

## Histoire
La place se caractérise par les jardins et les parterres de fleurs de l'avenue qui mène au parc voisin d'Acquasola et par l'imposante statue équestre au centre du rond-point, dédiée à Victor-Emmanuel II de Savoie (aspect très curieux car c'est le roi qui a ordonné la répression militaire des émeutes de Gênes de 1849), œuvre du sculpteur Francesco Barzaghi.
Bien qu'elle porte la dédicace Les Génois au roi Vittorio Emanuele II, la statue fait parfois l'objet de controverses et de disputes en considération de la phrase faisant référence aux habitants de Gênes - définis comme une race ignoble et infectée de scélérats - écrite par le souverain du royaume de Sardaigne de l'époque dans une lettre écrite le 8 avril 1849, à l'époque de la répression armée des émeutes de Gênes, qui ont entraîné la mort de nombreux citoyens, menées par les soldats du général Alfonso La Marmora.

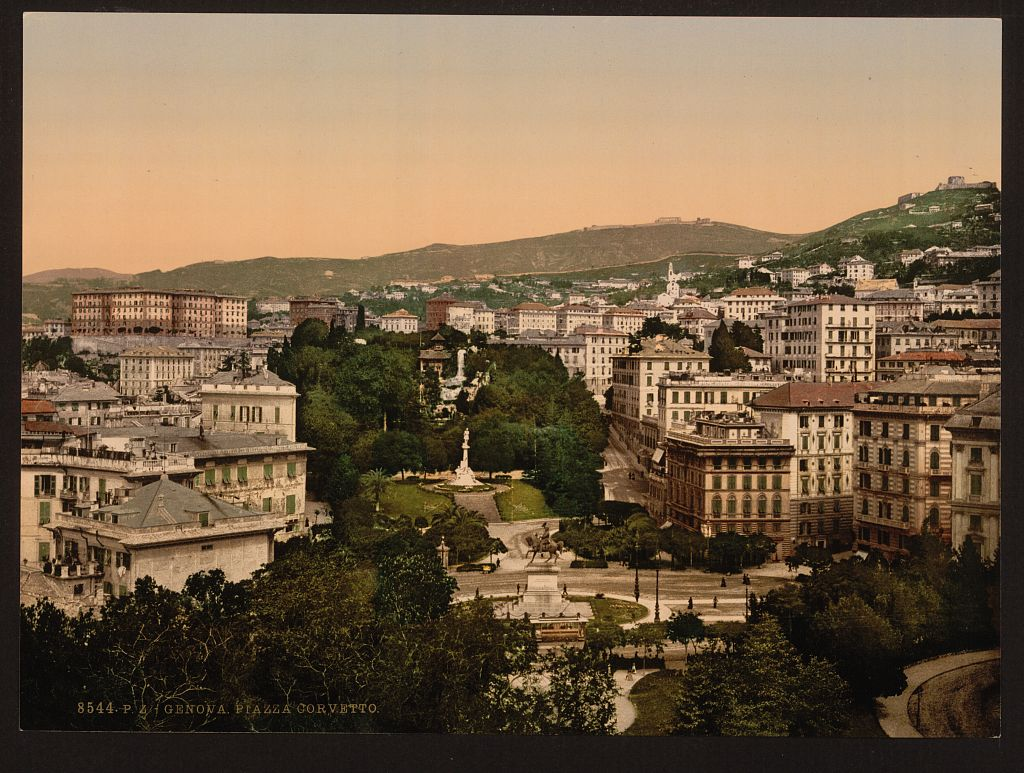
La place photographiée depuis l'esplanade Acquasola, au centre on peut aussi voir la Villetta di Negro, située sur la colline en face de la place.
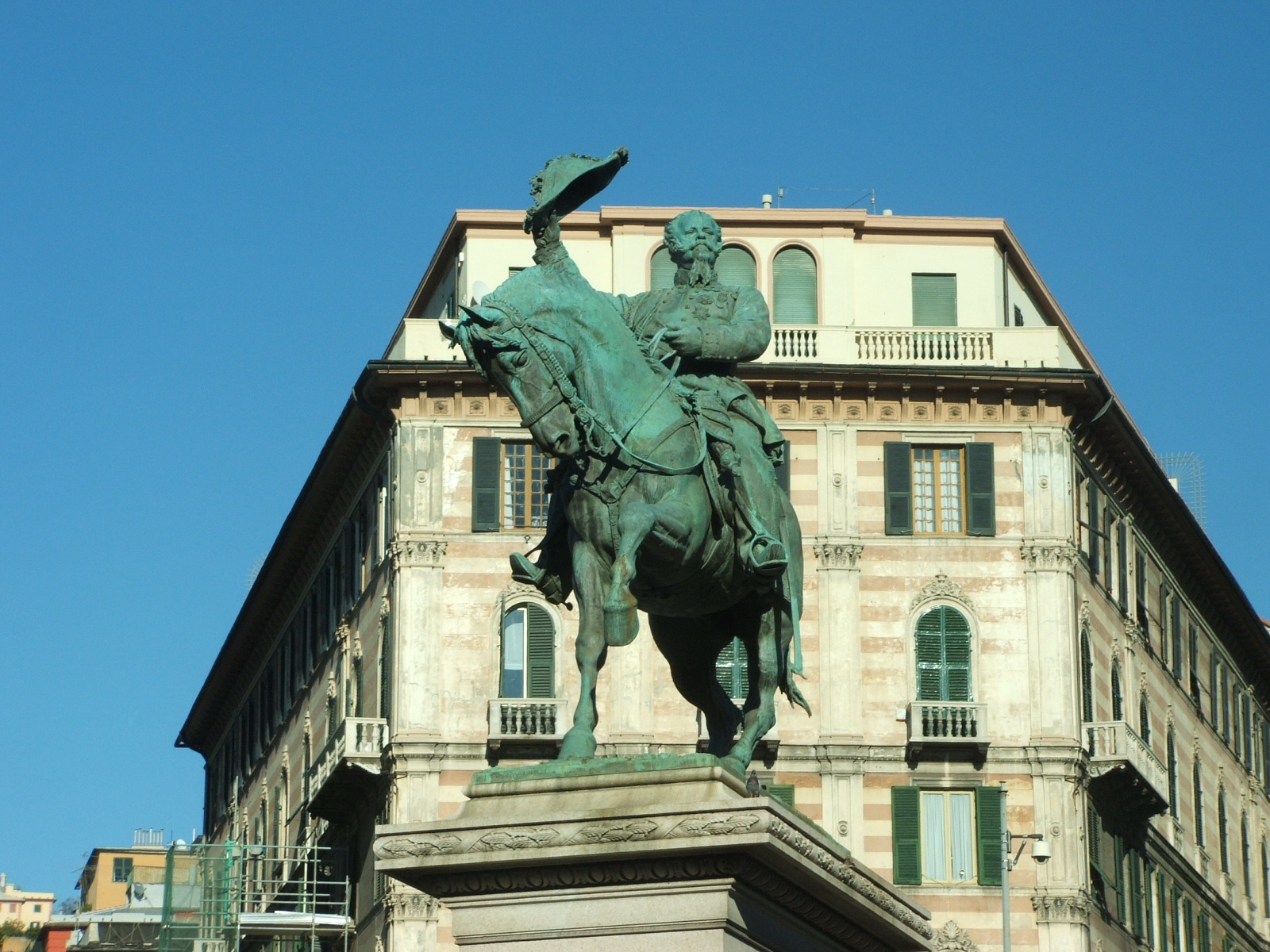
Statue de Victor-Emmanuel II

## Description
De nombreuses rues partent de la place : la via Roma, l'une des artères les plus élégantes de la ville et qui abrite le Palazzo della Prefettura (le palais du XVIe siècle d'Antonio Doria, à l'intérieur duquel se trouvent les fresques de Luca Cambiaso ; un côté de ce bâtiment donne sur la place), la via Assarotti, une importante rue résidentielle, la via Palestro, la via dei Santi Giacomo e Filippo. À l'angle de la Via Roma, le partisan Luigi Lanfranconi, médaille d'or de la vaillance militaire, est tué le 20 février 1945. Une plaque placée au début de la via Roma commémore l'événement.
On trouve la bibliothèque Franzoniana et, à une courte distance, il y a le théâtre Duse, la galerie Mazzini et la Villetta Dinegro.
La Piazza Corvetto est traversée par le métro de Gênes, pour lequel la construction d'une station desservant la place était prévue, intermédiaire entre les arrêts De Ferrari et Brignole. Cependant, l'arrêt a été commencé (dans le cadre des travaux d'extension du métro de la Piazza De Ferrari à Brignole, menés entre 2005 et 2012) puis, faute de fonds, laissé inachevé, ne réalisant que l'excavation pour préparer la zone sa construction et la création des accès piétons ; à partir de 2021, de nouveaux projets ont été élaborés et de nouveaux financements alloués afin de le compléter et de l'activer.